# Laemophloeus muticus
Laemophloeus muticus – gatunek chrząszcza z rodziny Laemophloeidae.

## Taksonomia
Gatunek ten opisany został po raz pierwszy w 1781 roku przez Johana Christiana Fabriciusa pod nazwą Cucujus muticus.

## Morfologia
Chrząszcz o mocno spłaszczonym grzbietobrzusznie ciele długości od 2,5 do 2,9 mm. Wierzchnią stronę ciała porasta bardzo delikatne, słabo dostrzegalne owłosienie. Głowa jest czarnobrunatna do czarnej z jaśniejszymi, zwykle brunatnymi czułkami i głaszczkami. Powierzchnię ma grubo i stosunkowo gęsto punktowaną. Przedplecze jest jednolicie czarnobrunatne do czarnego, również grubo i stosunkowo gęsto punktowane. U samicy przedplecze jest najszersze w połowie długości i ma przednią krawędź szerszą od głowy, kąty delikatnie zaostrzone, a boczne krawędzie zazwyczaj bardzo delikatnie powcinane lub wręcz proste. U samca przedplecze jest przedplecze jest silnie ku tyłowi zwężone i ma przednią krawędź węższą od głowy, wszystkie kąty mocno zaostrzone, a boczne krawędzie wyraźniej, nieregularnie powycinane. Pokrywy są jednolicie czarne lub czarnobrunatne. Odnóża są brunatne. Tylna ich para stopy u samicy zbudowane z pięciu, a u samca z czterech członów.

## Ekologia i występowanie
Owad saproksyliczny. Związany jest z drzewami liściastymi, w tym brzozami, dębami i olchami. Chętnie wybiera okazy powalone na ziemię, jak i nadpalone przez pożar pnie. Osobniki dorosłe bytują pod korą, a larwy w przegrzybiałym drewnie. Często współwystępują z płaskoryjkiem okazałym i zatęchlakiem Cryptophagus corticinus.
Gatunek palearktyczny, europejski, znany z Francji, Niemiec, krajów skandynawskich, Polski, Czech, Austrii, północnych Włoch, Węgier. Na terenie Polski stwierdzony dwukrotnie – w XIX wieku na Mazurach i na początku XX wieku na Dolnym Śląsku.